# Treviana
Treviana es un municipio de la comunidad autónoma de La Rioja (España) situado en torno al valle del río Ea o Aguanal. Pertenece al partido judicial de Haro.

## Historia
Hace tan solo unos años, se encontró un As romano del siglo I, en un lugar paralelo al río, a poco más de un kilómetro del pueblo. También de la época romana son los restos del trazado de calzada romana que quedan en el término de Santiago, que se supone enlazaban con la calzada de Obarenes hacia Briviesca.
La primera noticia escrita que conocemos sobre Treviana, así como el documento más antiguo que hace referencia a la existencia de vid en La Rioja data del año 873. Procede del Cartulario de San Millán y trata una donación en la que aparece el Monasterio de San Andrés de Trepeana (Treviana).
En 1151 Alfonso VII incluyó a Treviana en el fuero de Cerezo.
Según parece, aún en el siglo XIV había una sinagoga y una mezquita, además de las iglesias cristianas.
En 1162 era alcalde de Treviana Sancho Díaz, hijo de Diego López I de Haro.
Los terrenos de los poblados desaparecidos de Junquera y Arto pasaron a pertenecer a Treviana al quedar estos despoblados.
En el siglo XIV pertenecía a Cerezo y se menciona la existencia de una sinagoga.
En el siglo XVI seguía perteneciendo al arciprestazgo de Cerezo.
En el siglo XVIII era una zona muy próspera, donde existía mucha actividad relacionada con las labores del campo.
En 1790 Treviana fue uno de los municipios fundadores de la Real Sociedad Económica de La Rioja, la cual era una de las sociedades de amigos del país creadas en el siglo XVIII conforme a los ideales de la ilustración.
A partir de 1950 se ha ido produciendo un paulatino descenso de la población.

## Geografía humana

### Demografía
Cuenta con una población de 146 habitantes (INE 2024).
| Gráfica de evolución demográfica de Treviana entre 1842 y 2021                                                        |
| |
| Población de derecho según los censos de población del INE. Población de hecho según los censos de población del INE. |

## Economía

### Evolución de la deuda viva
El concepto de deuda viva contempla sólo las deudas con cajas y bancos relativas a créditos financieros, valores de renta fija y préstamos o créditos transferidos a terceros, excluyéndose, por tanto, la deuda comercial.
| Gráfica de evolución de la deuda viva del ayuntamiento entre 2008 y 2014                             |
| |
| Deuda viva del ayuntamiento en miles de Euros según datos del Ministerio de Hacienda y Ad. Públicas. |

La deuda viva municipal por habitante en 2014 ascendía a 711,11 €.

## Administración
| Periodo   | Nombre                                        | Partido |
| --------- | --------------------------------------------- | ------- |
| 1979-1983 | José Antonio Busto Medina                     | UCD     |
| 1983-1987 | Moisés López-Molina Alonso                    | PSOE    |
| 1987-1991 | José Luis Gadea López-Angulo                  | AP      |
| 1991-1995 | Tomás Ruiz Oñate / Juan José Lacalle Mardones | PP      |
| 1995-1999 | Juan José Lacalle Mardones                    | PP      |
| 1999-2003 | Jesusa Díez López                             | AIT     |
| 2003-2007 | Ángel Julio Cantabrana Alonso                 | AIT     |
| 2007-2011 | Guzmán López-Molina Riaño                     | PSOE    |
| 2011-2015 | Guzmán López-Molina Riaño                     | PSOE    |
| 2015-2019 | Antonina Cantabrana Medina                    | AIT     |
| 2019-2023 | Antonina Cantabrana Medina                    | AIT     |
| 2023-act. | Antonina Cantabrana Medina                    | AIT     |

## Patrimonio

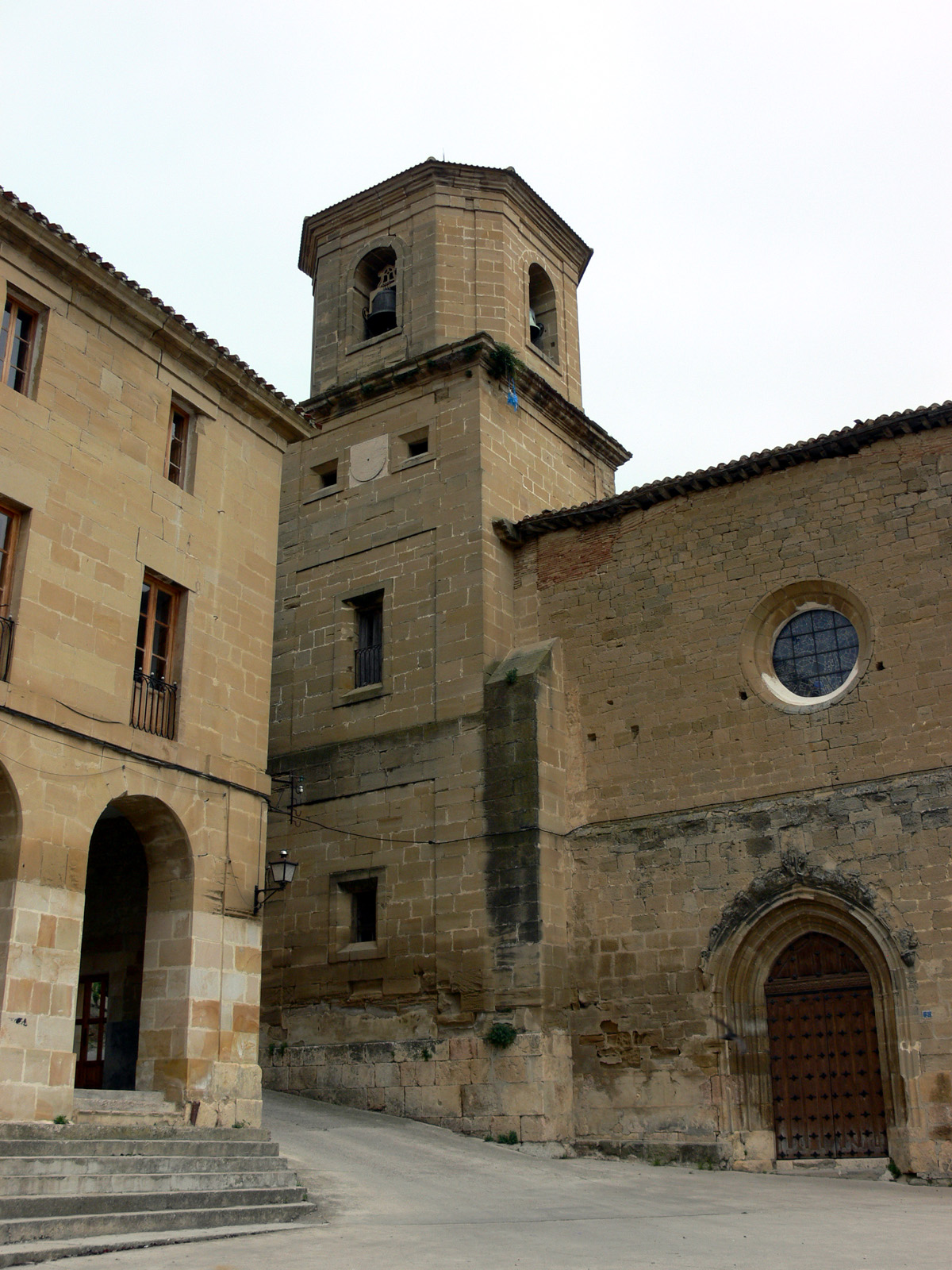
Iglesia de Santa María la Mayor

### Castillo
Antaño parece que existió un castillo que pudo situarse en el cerro del Llano.

### Iglesia de Santa María la Mayor
Antiguamente era conocida como Iglesia de Nuestra Señora de la Asunción.
Comenzó a construirse en el siglo XVI, sobre una edificación anterior de la que queda la capilla de los Ocio o de los Salazar del siglo XIII. Posteriormente las obras de esta quedaron paralizadas por falta de fondos, continuándose en el siglo XVII con algunas modificaciones de estilo.
Hay partes, como el retablo central, el pórtico o el baptisterio, que son del siglo XVIII.
En ella se encuentra una tabla hispanoflamenca de finales del siglo XV en la que se representa a Cristo Varón de Dolores, además de un órgano de finales del siglo XVI.

### Ermita de Nuestra Señora de Junquera

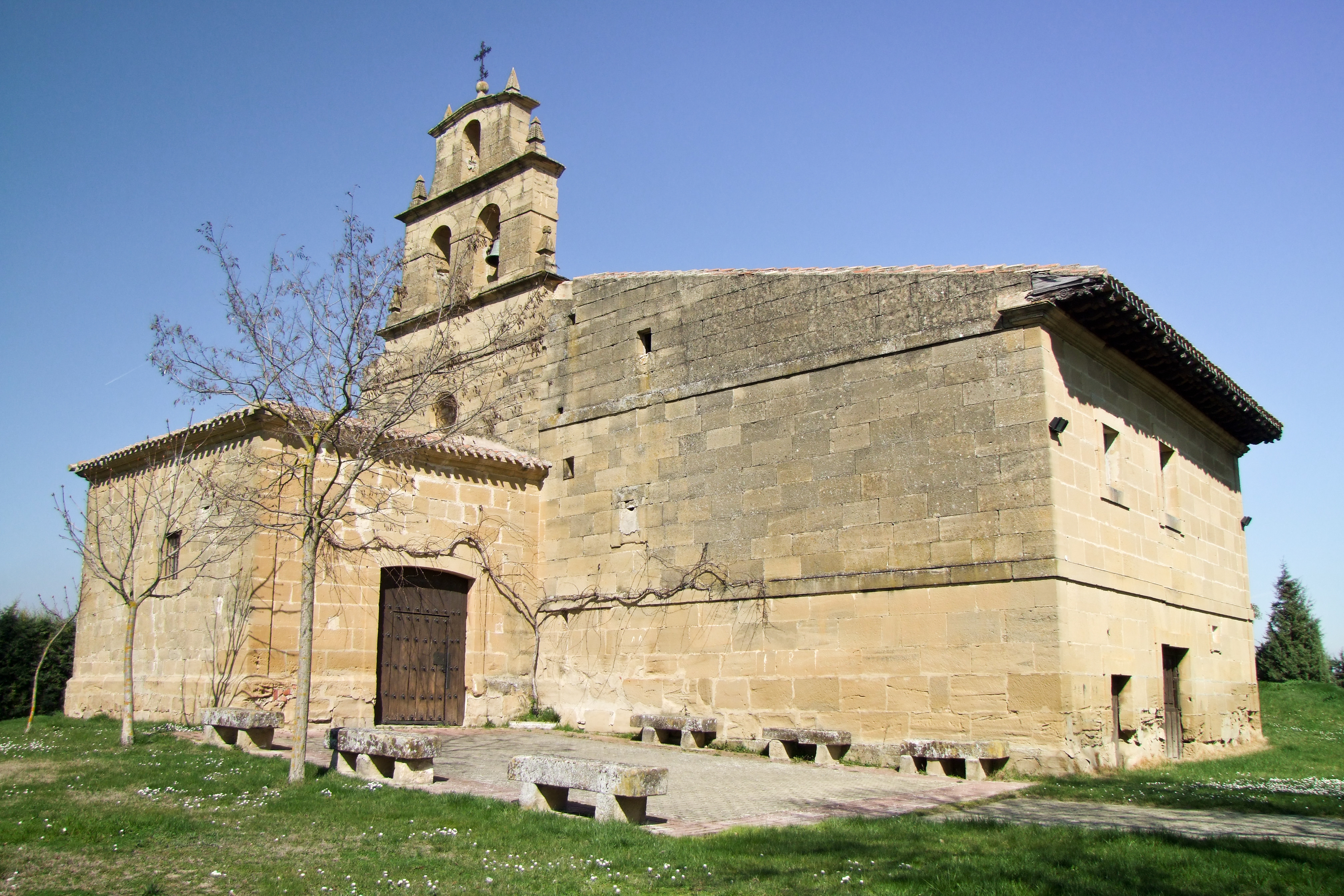
Ermita de Nuestra Señora de la Junquera

Situada a 3 kilómetros de Treviana, donde se encontraba la desaparecida aldea de Junquera.
Esta se compone de una nave y un ábside.
La cabecera del templo corresponde a la primitiva iglesia del siglo XIII y el resto en cruz latina fue una ampliación que realizó la villa de Treviana en el siglo XVII. Consta además, de una torre gótica agregada en el muro norte de la cabecerea.

### Capilla de San Pedro
Situada en el término de San Pedro, sobre una ladera, al lado del río Ea, en el cementerio. 
También es conocida como Capilla de la Concepción.
Se construyó a fines del siglo XII o principios del XIII, cuando la villa y el castillo era propiedad de la Familia Haro. Es probable que dicha familia costeara la construcción de la Capilla.
En 1821 fue transformada en cementerio debido a la orden de sacar los enterramientos fuera de los pueblos.

### Otras ermitas
La tradición oral habla de la existencia de varias ermitas dentro y fuera de la población: 
- San Juan: Desaparecida, se encontraba enfrente del pueblo.
- La Magdalena: Desaparecida, se encontraba en el interior del pueblo.
- San Miguel: Desaparecida, se encontraba en el interior del pueblo. Mencionada en documentos de 1555 con motivo de su reparación.
- San Andrés: Desaparecida. Mencionada en un documento de donación en el año 873.
- Santa Lucía: Derribada en 1555.
- San Millán: Desaparecida
- San Julián: Desaparecida
- San Roque: Desaparecida

## Museos
- Centro del románico Rioja Románica. Centro de interpretación y difusión del románico en La Rioja.[8]

## Fiestas
- 25 de abril: festividad de San Marcos. Romería hasta la ermita de Junquera.
- Fiesta de Pentecostés: Romería a la Virgen del prado
- Último o penúltimo fin de semana de agosto: Fiesta de Gracias. Antiguamente, éstas se celebraban en torno al 8 de septiembre, festividad de la Virgen de Gracia.
- 8 de septiembre: Virgen de la Junquera.
- 12 de noviembre: Misa en honor de San Millán, patrón de la villa.

## Personas destacadas
Ricardo Miralles (1954-2022), nacido en San Sebastián pero vecino de esta localidad